# U-374 (tàu ngầm Đức)
U-374 là một tàu ngầm tấn công  Lớp Type VII thuộc phân lớp Type VIIC được Hải quân Đức Quốc Xã chế tạo trong Chiến tranh Thế giới thứ hai. Nhập biên chế năm 1941, nó chỉ có quãng đời hoạt động ngắn ngủi, thực hiện được ba chuyến tuần tra và đánh chìm một tàu buôn cùng hai tàu chiến phụ trợ với tổng tải trọng 4.341 GRT. Trong chuyến tuần tra cuối cùng, U-374 bị tàu ngầm Anh HMS Unbeaten đánh chìm trong Địa Trung Hải về phía Đông mũi Spartivento vào ngày 12 tháng 1, 1942.

## Thiết kế và chế tạo

### Thiết kế

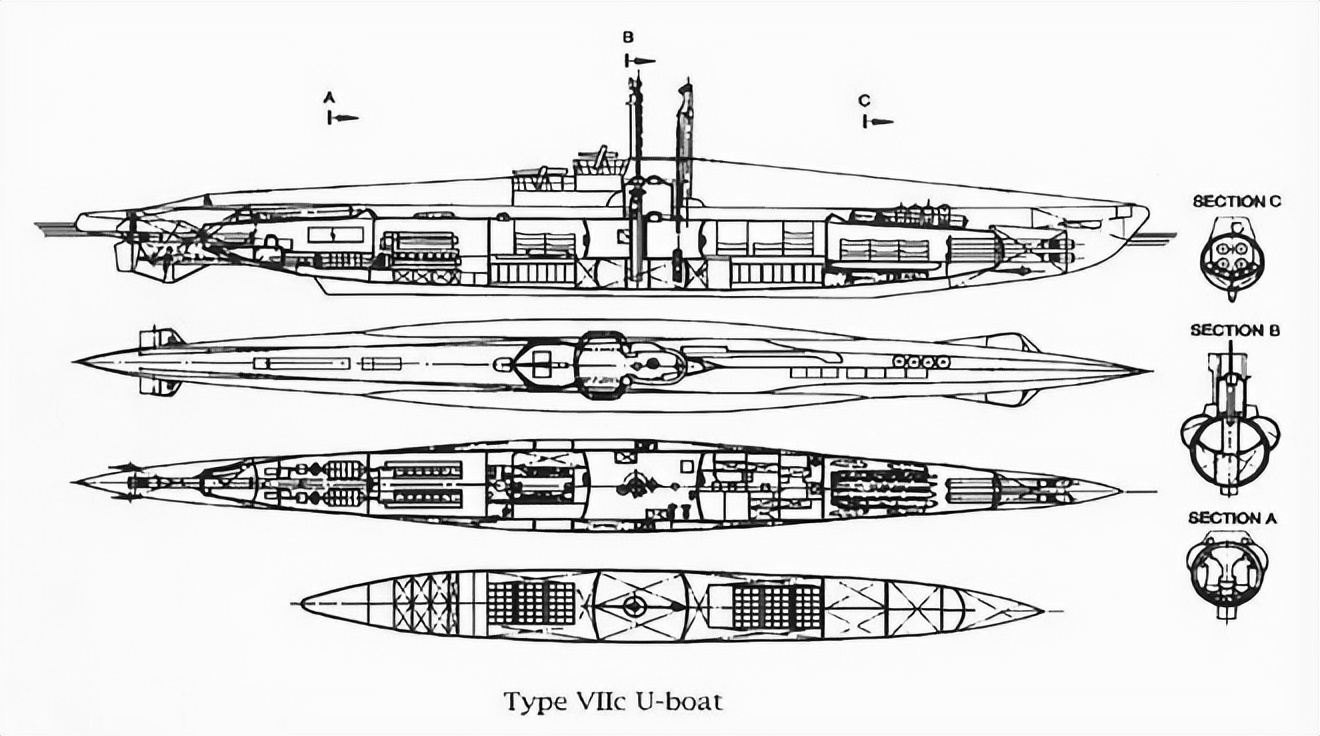
Sơ đồ các mặt cắt một tàu ngầm Type VIIC

Phân lớp VIIC của Tàu ngầm Type VII là một phiên bản VIIB được kéo dài thêm. Chúng có trọng lượng choán nước 769 t (757 tấn Anh) khi nổi và 871 t (857 tấn Anh) khi lặn). Con tàu có chiều dài chung 67,10 m (220 ft 2 in), lớp vỏ trong chịu áp lực dài 50,50 m (165 ft 8 in), mạn tàu rộng 6,20 m (20 ft 4 in), chiều cao 9,60 m (31 ft 6 in) và mớn nước 4,74 m (15 ft 7 in).
Chúng trang bị hai động cơ diesel Germaniawerft F46 siêu tăng áp 6-xy lanh 4 thì, tổng công suất 2.800–3.200 PS (2.100–2.400 kW; 2.800–3.200 bhp), dẫn động hai trục chân vịt đường kính 1,23 m (4,0 ft), cho phép đạt tốc độ tối đa 17,7 kn (32,8 km/h), và tầm hoạt động tối đa 8.500 nmi (15.700 km) khi đi tốc độ đường trường 10 kn (19 km/h). Khi đi ngầm dưới nước, chúng sử dụng hai động cơ/máy phát điện Garbe, Lahmeyer & Co. RP 137/c  tổng công suất 750 PS (550 kW; 740 shp). Tốc độ tối đa khi lặn là 7,6 kn (14,1 km/h), và tầm hoạt động 80 nmi (150 km) ở tốc độ 4 kn (7,4 km/h). Con tàu có khả năng lặn sâu đến 230 m (750 ft).
Vũ khí trang bị có năm ống phóng ngư lôi 53,3 cm (21 in), bao gồm bốn ống trước mũi và một ống phía đuôi, và mang theo tổng cộng 14 quả ngư lôi, hoặc tối đa 22 quả thủy lôi TMA, hoặc 33 quả TMB. Tàu ngầm Type VIIC bố trí một hải pháo 8,8 cm SK C/35 cùng một pháo phòng không 2 cm (0,79 in) trên boong tàu. Thủy thủ đoàn bao gồm 4 sĩ quan và 40-56 thủy thủ.

### Chế tạo
U-374 được đặt hàng vào ngày 23 tháng 9, 1939, và được đặt lườn tại xưởng tàu của hãng Howaldtswerke ở Kiel vào ngày 18 tháng 12, 1939. Nó được hạ thủy vào ngày 10 tháng 5, 1941, và nhập biên chế cùng Hải quân Đức Quốc Xã vào ngày 21 tháng 6, 1941 dưới quyền chỉ huy của Hạm trưởng, Trung úy Hải quân Unno von Fischel.

## Lịch sử hoạt động

### 1941

#### Chuyến tuần tra thứ nhất
U-374 xuất phát từ cảng Kiel vào ngày 29 tháng 9, 1941 cho chuyến tuần tra đầu tiên trong chiến tranh. Nó băng qua khe GIUK giữa quần đảo Faroe và Iceland và vượt qua suốt Bắc Đại Tây Dương để hoạt động trong vùng biển về phía Đông Hoa Kỳ và Canada. Tại khu vực này vào ngày 31 tháng 10, nó đã phóng ngư lôi đánh chìm chiếc tàu buôn Anh Rose Schiaffino 3.349 GRT tại tọa độ 47°57′B 50°35′T / 47,95°B 50,583°T. Đến ngày 2 tháng 11, chiếc U-boat theo dõi Đoàn tàu SC-42 trong suốt một ngày, nhưng bị tàu corvette Canada HMCS Buctouche phát hiện và tấn công với sáu quả mìn sâu được thả xuống; U-374 thoát được mà không bị hư hại. Kết thúc chuyến tuần tra, chiếc tàu ngầm đi đến cảng Brest bên bờ biển Đại Tây Dương của Pháp đã bị Đức chiếm đóng, đến nơi vào ngày 11 tháng 11.

#### Chuyến tuần tra thứ hai
U-374 khởi hành từ Brest vào ngày 6 tháng 12 cho chuyến tuần tra thứ hai, với mục đích chuyển sang hoạt động tại vùng biển Địa Trung Hải. Đang khi băng ngang qua eo biển Gibraltar vào ngày 11 tháng 12, nó đã lần lượt đánh chìm tàu đánh cá HMS Lady Shirley 477 GRT và thuyền buồm tuần tra HMY Rosabelle 515 GRT. Chiếc tàu ngầm đi đến cảng La Spezia, Ý vào ngày 14 tháng 12, 1941.

### 1942

#### Chuyến tuần tra thứ ba – Bị mất
U-374 xuất phát từ La Spezia vào ngày 18 tháng 12, 1941 cho chuyến tuần tra thứ ba, cũng là chuyến cuối cùng, để hoạt động tại khu vực Đông Địa Trung Hải. Vào ngày 10 tháng 1, 1942, nó bị các tàu khu trục Anh HMS Legion và tàu khu trục Hà Lan HNLMS Isaac Sweers tấn công bằng mìn sâu; chiếc U-boat chạy thoát được nhưng bị hư hại và không thể lặn được. Hai ngày sau đó 12 tháng 1, U-374 bị tàu ngầm Anh HMS Unbeaten phóng ngư lôi đánh chìm ở vị trí về phía Đông mũi Spartivento, tại tọa độ 37°50′B 16°00′Đ / 37,833°B 16°Đ. Chỉ có một người trong tổng số 43 thành viên thủy thủ đoàn của U-374 sống sót.

### "Bầy sói" tham gia
U-374 từng tham gia một bầy sói:
- Mordbrenner (16 tháng 10 – 2 tháng 11, 1941)

### Tóm tắt chiến công
U-374 đã đánh chìm được một tàu buôn cùng hai tàu chiến phụ trợ với tổng tải trọng 4.341 GRT:
| Ngày              | Tên tàu          | Quốc tịch              | Tải trọng | Số phận      |
| ----------------- | ---------------- | ---------------------- | --------- | ------------ |
| 31 tháng 10, 1941 | Rose Schiaffino  | United Kingdom         | 3.349     | Bị đánh chìm |
| 11 tháng 12, 1941 | HMS Lady Shirley | Hải quân Hoàng gia Anh | 477       | Bị đánh chìm |
| 11 tháng 12, 1941 | HMY Rosabelle    | Hải quân Hoàng gia Anh | 515       | Bị đánh chìm |